# Nafta
Nafta je gosta, temnorjava ali zelenkasta slabo vnetljiva tekočina, ki se nahaja v zgornjih plasteh nekaterih delov Zemljine skorje, veliko nahajališč je tudi pod morjem. Danes je to zelo pomemben energetski vir in surovina.

## Nastanek
Obstajata več teorij o nastanku nafte, ki se delijo na teorije o organskem in teorija o anorganskem nastanku nafte. 
- Po organski teoriji so odmrli deli organskih snovi potonili v vodo. Prekrile so jih usedline (mulj, pesek, itd.), kar je povzročilo pomanjkanje kisika in tako organizmi niso zgnili. Na usedline so se v milijonih let nalagale nove plasti in tako se je nabralo veliko sedimentnih kamnin, kar je dvignilo temperaturo in pritisk v spodnjih plasteh.

- Obstajajo tudi zastarele (večinoma ruske) teorije[1] o anorganskem izvoru nafte.

## Zgodovina
Nafta se je uporabljala že od antičnih časov, vendar je svoj vrhunec dosegla s pojavom motorjev z notranjim zgorevanjem. Poleg transporta se uporablja za veliko drugih namenov: izdelovanje plastike, čistil, asfalta, gnojil, pesticidov in drugih kemičnih spojin ter goriv.

### Zgodnje obdobje
Pred več kot 4000 leti, po Herodotu in Diodorju Sicilskem, se je asfalt uporabil za izgradnjo Babilonskih zidov in stolpov. Nafta se je nahajala v kraju Ardericca blizu Babilona, izvir smole pa na otoku Zakintos, velike količine so bilo ugotovljene na bregovih blizu reke Issus, pritoku Evfrata.
V višjih slojih perzijske družbe so nafto uporabljali za razsvetljavo in v medicinske namene. 
Na Kitajskem so pozneje (347 n.š.) pridobivali nafto z vrtanjem z uporabo bambusa.. 
Prvi britanski raziskovalci Burme so poročali o cvetoči naftni industriji v kraju Yenangyaung, kjer je bilo leta 1795 na stotine ročno izkopanih vrtin.

### Moderna zgodovina
Leta 1847 je James Young izumil destilacijo kerozina iz surove nafte. Naslednje leto je ustanovil manjše podjetje za rafiniranje surove nafte.

## Iskanje
Na nahajališča nafte kažejo različne okoliščine. Pred začetkom raziskovanja se preišče površino s fotoposnetki z zraka (aerofotogrametrija). Potem z geofizikalnimi metodami (gravitacijsko, seizmično in magnetno merjenje) dobimo podrobnejšo sliko. Z gravimetrijo se da ugotoviti že majhne razlike težnosti.  Nahajališča nafte povzročajo spremembo magnetnega polja. Ta način meritve se izvaja z letalom in je tako mogoče preiskati velike površine. Seizmične metode so bolj natančne, vendar dražje in se jih uporablja, kjer so že druga nahajališča. Z razstreljevanjem povzročamo valove, ki se širijo pod površino in reagirajo različno glede na katero plast naletijo. 

## Pridobivanje
Večinoma se nafto pridobiva z vrtanjem v zemljo ali pa v morsko dno. Na začetku priteče nafta skupaj s plinom in drugimi ogljikovodiki zaradi pritiska. Za večjo ekstrakcijo pa je treba po navadi črpati v rezervoar vodo ali pa ogljikov dioksid. Ekonomično je izčrpati 30-60% nahajajoče se nafte v rezervoraju. Velikokrat je plin pri proizvodnji nezaželen in se ga preprosto zažge (ang. flaring), vendar se ta praksa zaradi novih tehnologij, ekoloških konsideracij in ekonomske vrednosti plina zmanjšuje.
V Kanadi pridobivajo težko nafto (bitumen) tudi iz t. i. naftnega peska z odprtim kopom ali pa drugimi metodami. Taki nafti po navadi rečemo nekonvencionalna. Zaloge te nafte v Kanadi in Venezueli naj bi bile primerljive s Saudovo Arabijo. Vendar je črpanje te nafte bolj drago, nafta je slabše kvalitete in proces zelo obremenjuje okolje.
Dnevno se na svetu uporabi 90 milijon sodčkov nafte na dan, približno 160 ton/s, večinoma za transport. Največje naftno polje na svetu je Gavar v Saudovi Arabiji.

## Sestava
Nafta je zmes približno 500 spojin. Prevladujejo ogljikovodiki (okrog 95-98 %), ob njih pa so v nafti še druge primesi, in sicer žveplove, kisikove in dušikove spojine (do 3 %) ter sledovi kovin (železo, nikelj, baker in vanadij). 
Ogljikovodiki v nafti:
- nasičeni ogljikovodiki: alkani (parafini) z nerazvejano verigo (C1 do C80) in razvejano verigo (C4 do C20 - višji so redki) ter cikloalkani (cikloparafini, nafteni)
- nenasičeni ogljikovodiki: alkeni (olefini) v zelo majhnih količinah in areni (aromatski ogljikovodiki) z enim do sedem obročev

Razmerja med ogljikovodiki so odvisna od ležišča nafte. Veliko aromatskih spojin na primer vsebuje nafta, ki je nastala pri zelo visoki temperaturi in pod velikimi pritiski. Poleg temperature in pritiska pa so na kemično sestavo nafte vplivali še katalizatorji, encimi in bakterije. Sestavo, barvo, gostoto, viskoznost in druge lastnosti nafte ugotavljajo s posebnimi postopki v rafinerijskih laboratorijih. Od sestave je namreč odvisen način predelave nafte ter lastnosti in uporabnost proizvodov, ki pri tem nastanejo.

## Vrste
- parafinska nafta: v njej so predvsem nerazvejani alkani;
- naftenska nafta: v njej so večinoma  ciklične spojine, nearomatski ogljikovodiki, kot so cikloalkani in cikloalkeni;
- mešana nafta: v njej so nerazvejani alkani in nearomatski ciklični ogljikovodiki.

Proizvajalci in trgovci pa uporabljajo svoje oznake:
- Lahka (ang. Light oil) manjša gostota, po navadi gre za nafto iz Bližnjega vzhoda, iz nje se da pridobiti več dizla in bencina
- Težka (ang. Heavy oil) velika gostota, nafta z veliko vsebnostjo težkih spojin, potrebno je krekanje in nadaljnje rafiniranje

- sladka (ang. Sweet Crude) z manjšo vsebnostjo žvepla, manj onesnažuje
- kisla (ang. Sour Crude) z veliko vsebnostjo žvepla

- West Texas Intermediate (WTI) je zelo kakovostna, lahka, sladka nafta
- Brent iz naftnega polja v Severnem morju (Brent)
- Dubai Crude se uporablja kot merilo za Bližjevzhodno nafto za Azijskopacifične trge
- Tapis crude iz Malezije, merilo za lahko Daljnevzhodno nafto
- Minas iz Indonezije, merilo za težko Daljnevzhodno nafto
- OPEC Reference Basket mešanica cen nafte proizvjalk OPEC
- Midway Sunset težka nafta iz Kalifornije [3]

Trgovska cena nafte na svetovnem trgu se največkrat nanaša na Brent nafto, kdaj pa tudi na WTI

## Države proizvajalke
Nafto pridobivajo z vrtanjem in črpanjem na kopnem in na morju. Največje države proizvajalke so države Bližnjega vzhoda, Rusija, ZDA, Nigerija, Venezuela, Mehika, Norveška in Združeno kraljestvo.
V državah Bližnjega vzhoda leži več kot 60 % preostalih svetovnih naftnih zalog, največ v Saudovi Arabiji.
Surova nafta je zmes organskih in anorganskih spojin. Po ocenah strokovnjakov je od 100 000 do 1 000 000 spojin, daleč največ je organskih (največ ogljikovodikov), anorganskih je po količini in vrsti sorazmerno malo.

## Predelava
Surova nafta je neuporabna, saj je sestavljena iz različnih snovi z različnimi lastnostmi, zato se s frakcionirno destilacijo nafta loči na skupine spojin s približno enako dolgimi verigami ogljikovih atomov. To poteka v veliki koloni, ki jo imenujejo frakcionirna kolona - na dnu je zelo vroča, proti vrhu pa vedno hladnejša. Vrela nafta vstopa v kolono kot para, ob dviganju pa se vse bolj hladi. 
S frakcionirno destilacijo tako ločijo surovo nafto glede na različna vrelišča na:
- plin (vrelišče pod 0 °C, ogljikovodiki z 1 do 4 ogljikovimi atomi, loči se na metan, etan, propan in butan)
- bencin (vrelišče od 40 do 100 °C, ogljikovodiki s 5 do 8 ogljikovimi atomi, uporablja se kot gorivo za avtomobile)
- surovine za kemijsko industrijo (vrelišče od 100 do 170 °C, ogljikovodiki z 9 do 10 ogljikovimi atomi, uporablja se za izdelavo plastičnih mas)
- kerozin (tekoča frakcija z vreliščem od 170 do 250 °C, ogljikovodiki z 11 do 14 ogljikovimi atomi, uporablja se kot gorivo za reakcijska letala in za izdelavo detergentov)
- dizelsko ali plinsko olje (vrelišče od 250 do 340 °C, ogljikovodiki s 15 do 19 ogljikovimi atomi, uporablja se kot gorivo v dizelskih motorjih)
- maziva, voski in surova nafta (vrelišče od 340 do 500 °C, ogljikovodiki z 20 do 35 ogljikovimi atomi, so mešanica nehlapnih tekočin in se uporabljajo kot osnova za maziva v industriji in zdravilstvu)
- kurilno olje (vrelišče višje od 500 °C, ogljikovodiki s 36 do 45 ogljikovimi atomi, uporablja se kot gorivo)
- asfalt (ne destilira, ogljikovodiki z več kot 45 ogljikovimi atomi, uporablja se kot izolacijski material in za asfaltiranje cest)

Pline, ki nastanejo pri rafiniranju, najpogosteje odpadno zažgejo, čeprav se to v zadnjem času zaradi negativnega okoljskega vpliva nadomešča z drugimi postopki.
Z vakuumsko destilacijo dobijo motorna olja, strojna olja, mazalna olja. Preostanek pri tem pa se uporabi za maziva, industrijska kurilna olja in bitumen.
Kreking je cepitev dolgih alkanov na manjše alkane in alkene. Ločimo termični in katalitski kreking, pri prvem dobimo iz preostankov pri vakuumski destilaciji in preostankov pri destilaciji normalnem pritisku olja in koks. Katalitski kreking vodijo s primernimi katalizatorji tako, da poteka pred vsem izomerizacija, iz frakcij nafte z visokim vreliščem nastajajo ciklični ogljikovodiki, bencin z višjim oktanskim številom.
Katalitski reforming: pri tem nastanejo s dehidrogeniranjem, krekingom in istočasnim hidrogeniranjem, izomerizacijo, ciklizacijo, spremembe v strukturi molekul, tako da se s tem zvišuje oktansko število goriva.

## Vrhunec nafte(Hubbertov vrhunec)
Ameriški znanstvenik King Hubbert, je v preteklosti točno napovedal, kdaj bo nafta v ZDA dosegla vrhunec (1966-1970) in potem začela padati. Danes skušajo znanstveniki napovedati, kdaj bo svetovna proizvodnja nafte dosegla vrhunec. V zadnjih letih se je zelo zmanjšalo število novih nahajališč in proizvodnja se povečuje.
Sicer se z novimi metodami povečuje ekstrakcija, v nekaterih primerih se vračajo k že izčrpanim nahajališčem in z novimi tehnologijami, kot so ang. Fracking (Hidravlično drobljenje) in izčrpajo še zadnjo nafto in plin.
Nekonvencionalna nafta, kot so naftni peski v Kanadi in Venezueli, ter ang. Oil Shale lahko odmaknejo vrhunec nafte za nekaj let, vendar z veliko ceno za okolje. Najverjetneje bo ozračje prej postalo preveč onesnaženo, kot pa da bo zmanjkalo fosilnih goriv.

## Nafta in okolje
Nafta onesnažuje tako pri zgorevanju, pri pridobivanju, pri rafiniranju in ob nesrečah, kot so izlivi v okolje.